# Joãoquinzinho
Joãoquinzinho, właśc. Joaquim Gilberto da Silva (ur. 31 grudnia 1934 w Pelotas, zm. 20 lipca 2007) – piłkarz brazylijski, występujący na pozycji napastnika.

## Kariera klubowa
Karierę piłkarską Joãoquinzinho rozpoczął w Brasil Pelotas w 1954 roku. W 1958 roku występował w SC Internacional, a latach 1959–1961 w Juventus São Paulo. W latach 1963–1966 występował we Fluminense FC. Z Fluminense zdobył mistrzostwo stanu Rio de Janeiro – Campeonato Carioca w 1964 roku. Po odejściu z Fluminense występował jeszcze w Ponte Preta Campinas, XV de Piracicaba i Brasil Pelotas, w którym zakończył karierę w 1969 roku.

## Kariera reprezentacyjna
W reprezentacji Brazylii Joãoquinzinho zadebiutował 3 marca 1963 w zremisowanym 2-2 towarzyskim meczu z reprezentacją Paragwaju. Był to jego jedyny mecz w reprezentacji.